# Якось в країні чудес
Якось в країні чудес (англ. Once Upon a Time in Wonderland) — американський фантастично-драматичний телесеріал, який був показаний на телеканалі ABC з жовтня 2013 по квітень 2014. Він був створений Едвардом Кітсісом, Адамом Хоровітцом, Заком Естріном, та Джейн Еспенсон для ABC Studios. Серіал є спін-оффом іншого проекту ABC «Якось у казці».
Епізоди базуються на історії Льюїса Керрола «Аліса в Країні чудес», але різняться від інших адаптацій, і займають місце у всесвіті серіалу «Якось у казці», у сучасній Країні Чудес із спогадами на колись прокляту Країну Чудес. Крім того, у деяких епізодах фігурують персонажі із «Якось у казці», які опинились у пастці в Сторібруці, штат Мен.
27 березня 2014 стало відомо, що серіал закривають після одного сезону, остання серія вийшла в ефір 3 квітня 2014. 1 квітня 2014 стало відомо, що Майкл Соча веде переговори, щоб повторити його роль Уілла Скарлета/Червоного Валета, як регулярного персонажа у 4 сезоні «Якось у казці». 20 квітня було підтверджено, що його персонаж стане регулярним у вищезгаданому серіалі.

## Сюжет
У Вікторіанській Англії, молода й красива Аліса розповідає про дивний новий світ, який існує з іншого боку кролячої нори. Невидимий кіт, куряща гусінь, гральні карти, що вміють розмовляти — лише декілька з тих фантастичних речей, які вона бачила під час цієї неймовірної пригоди. Вважаючи, що Аліса божевільна, її лікарі прагнуть вилікувати її за допомогою засобу, який змусить її забути усе. Аліса, здається, готовою прийняти ліки, особливо через болючі спогади про джина Сайруса, в якого вона закохалася перед тим як втратила його назавжди. Але десь глибоко всередині, вона знає — цей світ реальний. Якраз в самий останній момент Червоний Валет та невгамовний Білий Кролик рятують її від приреченої долі. Тепер Аліса вирішує знайти Сайруса на противагу Джафару та Червоній Королеві, борючись з всіма химерними небезпеками Країни Чудес, в тому числі й з жахливим Бурмоковтом.

## Актори та персонажі

### Основний склад
- Софі Лоу в ролі Аліси
- Майкл Соча в ролі Уілла Скарлета/Червоного Валета
- Пітер Гейдіот в ролі Сайруса
- Емма Рігбі в ролі Анастасії/Червоної королеви/Білої королеви
- Невін Ендрюс в ролі Джафара
- Джон Літгоу в ролі Білого Кролика (голос)

### Другорядні персонажі
- Джонні Койк в ролі доктора Літгейта
- Бен Коттон в ролі Труляля
- Марті Фінокіо в ролі Траляля
- Хейзер Дорксен в ролі Сари
- Кіт Девід в ролі Чеширського кота
- Брайян Джордж в ролі Султана/старого в'язня
- Вупі Голдберг в ролі дружини Білого Кролика (голос)
- Лорен МакНайт в ролі Елізабет
- Роджер Долтрі в ролі гусіні (голос)
- Зулейка Робінс в ролі Амари
- Піта Сержант в ролі Бурмоковта
- Гарвін Санфорд в ролі Червоного Короля
- Шон Сміт в ролі Едвіна

## Виробництво та кастинг
У лютому 2013 року, Кітсіс та Хоровітц разом з продюсерами Заком Естріном та Джейн Еспенсон розробили спін-ооф, що базувався на Керролівській Країні Чудес. Шоу буде включати в себе нові персонажі, такі як «Сайрус, описаний як екзотичний душевний оптиміст; і Валет, уїдливий авантюрист, людина дії, одинак та викрадач жіночих сердець». 28 березня 2013 було оголошено, що Софі Лоу зобразить головну роль Аліси.Було також оголошено, що Пітер Гейдіот буде грати її коханого Сайруса, який буде «на задньому плані». Майкл Соча зобразить Червоного Валета. Барбара Херші, яка зіграла роль Кори, Червоної Королеви, у основному серіалі, має також з'явитись у цьому спін-оффі у передісторіях. Крім того, протягом квітня, Пол Рубенс був обраний для озвучування голосу Білого Кролика, а Емма Рігбі була обрана для ролі Червоної Королеви/Анастасії.
10 травня 2013, АВС оголосив, що дає зелене світло спін-оффові, а також оголосив, що Джон Літгоу замінить Рубенса в озвучуванні Білого Кролика. 14 травня 2013, АВС оголосив, що спін-офф транслюватиметься в четвер ввечері, замість того, щоб робити його вставкою в оригінальний серіал «Ми дійсно хочемо розповісти історію, не турбуючись про те, як розтягнути її на п'ять років», сказав Едвард Кітсіс. «Це не буде сезон із 22 епізодів. Яким би не був кінець, ми хочемо розповісти цілу історію…» В серпні на TCA літньому прес-турі було вирішено не розголошувати кількість додаткових епізодів, хоча й весь сезон мав складатись із 13 епізодів. Едвард Кітсіс та Адам Хоровітц прокоментували: «Як би ми не закрутили працюючи над цим сезоном, в першу чергу ми хочемо розповісти цілу історію з початком, серединою та кінцем. Якщо все піде добре, та людям сподобається, сподіваймося, ми повернемося і розповімо ще одну історію з цим кастом.»
На Комік-Коні 2013, було оголошено, що колишня зірка серіалу «Загублені» Невін Ендрюс приєднається до складу акторів у ролі Джафара. У вересні було оголошено, що Кіт Девід і Іггі Поп також будуть включені в акторський склад, у ролях Чеширського кота та Гусіні відповідно. Іггі Поп замінив Роджер Долтрі, що озвучував гусінь як запрошена зірка в Якось у казці. Барбара Херші виконувала свою роль Червоної Королеви в одному з епізодів.

## Епізоди
| Серія | Назва                 | Режисер       | Сценарій                                                 | Дата показу     | Глядачі (млн.) |
| ----- | --------------------- | ------------- | -------------------------------------------------------- | --------------- | -------------- |
| 1.    | «Вниз у кролячу нору» | Ральф Хемекер | Едвард Кітсіс, Адам Хоровітц, Зак Естрін, Джейн Еспенсон | 10 жовтня, 2013 | 5,82           |

Розповіді Аліси про її пригоди в Країні Чудес — змушують її батька віддати її в лікарню для душевно хворих, де їй мали зробити лоботомію аби вилікувати так зване божевілля, але Валет та Білий Кролик рятують її та повертають у Країну чудес, де розповідають Алісі, що її справжнє кохання— Сайрус, досі живий. Аліса розпочинає його пошуки, а тим часом, Червона Королева та Джафар змовляються проти неї.
| Серія | Назва          | Режисер      | Сценарій    | Дата показу     | Глядачі (млн.) |
| ----- | -------------- | ------------ | ----------- | --------------- | -------------- |
| 2.    | «Довірся мені» | Ромео Тайрон | Ріна Мімоун | 17 жовтня, 2013 | 4,53           |

Аліса вигадує план порятунку Сайруса, знайшовши його пляшку в якій він жив. Тим часом, Червона Королева починає сумніватись у своїй важливості в плані Джафара, поки вони намагаються розшукати пляшку Сайруса. А також розкривається історія того, як Сайрус потрапив у Країну Чудес, та як він закохався у Алісу.
| Серія | Назва               | Режисер       | Сценарій      | Дата показу     | Глядачі (млн.) |
| ----- | ------------------- | ------------- | ------------- | --------------- | -------------- |
| 3.    | «Мотузка-незабудка» | Девід Соломон | Річард Хейтем | 24 жовтня, 2013 | 4,38           |

Маючи у своїх руках Джинову пляшку, але не володіючи нею у повній мірі, Червона Королева відправляє Бурмоковта за Алісою, сподіваючись, що той змусить Алісу загадати її перше бажання. Сама Аліса ж, разом з Червоним Валетом прямують до Ґренделя, у якого за словами гусениці знаходиться мотузка-незабудка, яка допоможе дізнатись хто ж вкрав пляшку Сайруса, до того як це зробив Джафар. У флешбеці Червоного Валета показано, як він приєднався до Робін Гуда та його «веселих хлопців», ще коли він був Уіллом Скарлетом, також виявляється, що Червона Королева колись була його коханою Анастасією.
| Серія | Назва  | Режисер       | Сценарій | Дата показу       | Глядачі (млн.) |
| ----- | ------ | ------------- | -------- | ----------------- | -------------- |
| 4.    | «Змія» | Ральф Хемекер | Ян Неш   | 7 листопада, 2013 | 3,55           |

Червона Королева викрадає Червоного Валета, після того як рятує його з колекції Гусені. Джафар хоче публічно обезголовити Валета, щоб показати, що буває з тими хто допомагає Алісі. Тим часом Аліса знайомиться з «Лізард» — давньою знайомою Валета, яка допомагає Алісі в її місії по порятунку Червоного Валета. Червона Королева не наважується вбити Валета, так як все ще кохає його. У флешбеці показана справжня причина того, чому Джафар так сильно хоче мати силу Сайруса.
| Серія | Назва            | Режисер     | Сценарій | Дата показу        | Глядачі (млн.) |
| ----- | ---------------- | ----------- | -------- | ------------------ | -------------- |
| 5.    | «Серце з каменю» | Пол Едвардс | Кеті Веч | 14 листопада, 2013 | 3,73           |

В минулому, Уілл та Анастасія через чарівне дзеркало опиняються в Країні Чудес, і розуміють, що це не зовсім те, чого вони чекали. Після угоди з Червоним Королем, Анастасія отримує королівський статус у Країні Чудес. У теперішньому, Червона Королева вкладає угоду з Алісою і просить ту принести їй чарівний пил, який захистить її від Джафара у разі небезпеки з його боку, в обмін вона обіцяє Алісі допомогти знайти Сайруса, в'язниця якого схована магією. А Білий Кролик змушений переправити на Джафара у Лондон.
| Серія | Назва            | Режисер      | Сценарій     | Дата показу        | Глядачі (млн.) |
| ----- | ---------------- | ------------ | ------------ | ------------------ | -------------- |
| 6.    | «Хто така Аліса» | Рон Андервуд | Джером Шварц | 21 листопада, 2013 | 3,53           |

Аліса прямує через Чорний Ліс до Сайруса, який несподівано втік, та опиняється у Чудо-Рощі в якій вона починає втрачати свою пам'ять. Валет дізнається про те, куди пішла Аліса та намагається її врятувати. Поки Сайрус ухиляється від Червоної Королеви, Джафар навідується в психіатричну лікарню, де доктор Літгейт надає йому інформацію про Алісу. У флешбеках показано те, що сталося після того, як Аліса повернулась додому, її батько Едвін одружився з жінкою на ім'я Сара, і тепер у Аліси є зведена сестра Міллі.
| Серія | Назва       | Режисер        | Сценарій       | Дата показу    | Глядачі (млн.) |
| ----- | ----------- | -------------- | -------------- | -------------- | -------------- |
| 7.    | «Ворожнеча» | Кіран Доннеллі | Джейн Еспенсон | 5 грудня, 2013 | 3,24           |

Аліса та Червоний Валет вигадують план по порятунку Сайруса з плавучого острова Джафара. Джафар повертається з Лондона із батьком Аліси — Едвіном, щоб змусити її використати своє друге бажання. У флешбеках, Джафар зустрічає свого батька — Султана, і стає тим лиходієм, яким він є зараз.
| Серія | Назва | Режисер      | Сценарій                                 | Дата показу     | Глядачі (млн.) |
| ----- | ----- | ------------ | ---------------------------------------- | --------------- | -------------- |
| 8.    | «Дім» | Ромео Тайрон | Едвард Кітсіс, Адам Хоровітц, Зак Естрін | 12 грудня, 2013 | 3,30           |

Аліса планує зустрітись з Сайрусом в Чужих Краях, вона також планує дістати відповіді від Білого кролика про його співпрацю з Червоною Королевою, причиною якої стала родина Білого Кролика. Тим часом чвари між Джафаром і Червоною Королевою перейшли всі межі. Уілл, з бажанням, яке дала йому Аліса, бажає, щоб Аліса припинила страждати, в результаті чого Сайрус перестав бути Джином. Натомість ним став Уілл, який опинився замненим у пляшці джина, поки річка несе його по водоспаду.
| Серія | Назва            | Режисер       | Сценарій                 | Дата показу     | Глядачі (млн.) |
| ----- | ---------------- | ------------- | ------------------------ | --------------- | -------------- |
| 9.    | «Нічого боятись» | Майкл Словайс | Річард Хатем, Дженні Као | 6 березня, 2014 | 3,27           |

Сайрус і Аліса неохоче працюють з Червоною Королевою, щоб знайти Уілла та вони повинні бути готові захищати себе від Джафара (який шукає Бурмоковта) і місцевих жителів, які бажають помститись Червоній Королеві, за те, що вона не захищає їх від монстра, який полює на їх землях. В Уілла свої проблеми коли Лізард знаходить пляшку джина у якій він знаходився, і загадує 3 бажання.
| Серія | Назва                      | Режисер            | Сценарій                   | Дата показу      | Глядачі (млн.) |
| ----- | -------------------------- | ------------------ | -------------------------- | ---------------- | -------------- |
| 10.   | «Маленькі, брудні секрети» | Алекс Закрзевський | Адам Нуссдорф, Ріна Мімоун | 13 березня, 2014 | 3,22           |

Сайрус згадує про події, які привели до наслідків, ціну яких він і його брати мусили заплатити. Тим часом Червона Королева та Валет змушені протистояти Бурмоковту.
| Серія | Назва          | Режисер    | Сценарій             | Дата показу      | Глядачі (млн.) |
| ----- | -------------- | ---------- | -------------------- | ---------------- | -------------- |
| 11.   | «Серце Матері» | Девід Бойд | Дженні Као, Кеті Веч | 20 березня, 2014 | 3,51           |

Аліса і Сайрус дізнаються тривожну інформацію, яка стосується в'язнів, яких Джафар мав під своїм контролем, що змінює їх пріоритети. Тим часом Червона Королева знаходиться в серйозній небезпеці і ніхто не може їй допомогти окрім Валета видавши Джафарові інформацію, яку він так сильно бажає. У флешбеці, Анастасія збирається вийти заміж за Червоного Короля і заводить дружбу з Корою (Королевою Сердець) яка прямо впливає на Уілла через його серце.
| Серія | Назва             | Режисер       | Сценарій                     | Дата показу      | Глядачі (млн.) |
| ----- | ----------------- | ------------- | ---------------------------- | ---------------- | -------------- |
| 12.   | «Спіймати злодія» | Біллі Ґерхарт | Адам Нуссдорф & Джером Шварц | 27 березня, 2014 | 3,35           |

У флешбеці Валет полює на Алісу за наказом Кори, він укладає чудову угоду, яка допоможе йому повернути серце назад. Дружба Аліси і Валета піддається випробуванню, коли другий виконує розпорядження Джафара. Тим часом, Бурмоковт намагається звільнитись з-під контролю Джафара, а сам Джафар стикається з колишнім партнером.
| Серія | Назва          | Режисер       | Сценарій                                 | Дата показу    | Глядачі (млн.) |
| ----- | -------------- | ------------- | ---------------------------------------- | -------------- | -------------- |
| 13.   | «І жили вони…» | Карі Скоґлянд | Едвард Кітсіс, Адам Хоровітц, Зак Естрін | 3 квітня, 2014 | 3,38           |

Поки Джафар отримує можливість змінити закони магії, Аліса працює над тим, щоб допомогти Амарі втекти з Сайрусом, Джафар використовує свої нові сили для того, щоб отримати любов власного батька перед тим як утопити його, а потім підіймає армію мертвих солдат Країни Чудес для боротьби проти Амари та її спільників, поки Амара використовує свої сили для того, щоб повернути життєві сили Сайруса. Потім, Амара разом з Сайрусом працюють над тим, щоб повернути чарівні води Колодязя Країни Чудес в Нікс, поки Аліса збирає власну армію проти Джафара. Аліса захоплена битвою, поки Валет змушений спостерігати за тим, як Джафар відроджує Анастасію і змушує її покохати його.